# چاله سیاه (دره‌شهر)
چاله سیاه (دره‌شهر)، روستایی از توابع بخش مرکزی شهرستان دره‌شهر در استان ایلام ایران است.   
این روستا به دلیل فقر دارای کلی از معضلات اجتماعی است به طوری که زنان تن فروشی می کنند و مرد هایی آنان نیز یا زن های خود را به مردان دیگر برای رابطه جنسی می فروشند یا اینکه به فروختن مواد مشغول هستند . 
مردم این روستا به دلیل لوطی بودنشان مورد تمسخر دیگر افراد قرار می گیرند .
بچه هایشان در مدرسه تنها هستند و کسی در کنارشان نمی نشیند و در نهایت ترک تحصیل می کنند . کسی در مراسمات عروسی یا عزای انها شرکت نمی کند . کسی به آنها کار نمی دهد . و برایشان نیز کار نمی کند . مردم روستا های دیگر نیز به آنها توجهی ندارند.
مردم این روستا لوطی یا کاولی هستند که به زبان لری فیلی تکلم دارند .  

## جمعیت
این روستا در دهستان زرین‌دشت قرار دارد و براساس سرشماری مرکز آمار ایران در سال ۱۳۸۵، جمعیت آن نفر 61 (17خانوار) بوده‌است.